# ذا كينغ أوف فايترز 2002
ذا كينغ أوف فايترز 2002: تشالينج تو أولتيمت باتل (بالإنجليزية: The King of Fighters 2002: Challenge to Ultimate Battle)‏، هي لعبة قتال من تطوير ونشر إس إن كي، وهي الجزء التاسع من سلسلة ذا كينغ أوف فايترز، صدرت اللعبة لأول مرة على ألعاب الصالات في 2002، وتبعتها إصدارات بلاي ستيشن 2 ومايكروسوفت ويندوز ودريم كاست وإكس بوكس.

## أسلوب لعب
يتجاهل الإصدار تنسيق مباريات ("Striker Match" 4) ضد 4 المستخدم في الألعاب الثلاث السابقة في السلسلة ويعود إلى تنسيق معركة ضد 3 المستخدم في الأصل في السلسلة حتى الإصدار الخامس.
```
تعمل اللعبة أيضًا على تجديد نظام (Power Gauge) إلى تنسيق مشابه للتنسيق المستخدم في الإصدار الرابع.  مثل الألعاب السابقة في السلسلة، يتم ملء مقياس القوة عندما يهاجم اللاعب الخصم أو يقوم بحركات خاصة أثناء المعركة.  يتم زيادة عدد مقاييس الطاقة التي يمكن للاعب تخزينها بمقدار واحد مع كل عضو في الفريق.  على سبيل المثال، يمكن للعضو الأول في الفريق تخزين ما يصل إلى ثلاثة أجهزة قياس للطاقة، بينما يمكن للعضو الثالث تخزين ما يصل إلى خمسة أجهزة قياس للطاقة.  يمكن استخدام مقياس قوة واحد إما لتنفيذ أسلوب الهجوم المضاد والمراوغة أثناء حراسة هجوم الخصم، أو استخدام حركة خاصة فائقة، أو بدء حالة التنشيط القصوى.  تنطبق نفس الحالة أيضًا على تنسيق 1 على 1، حيث يتم أيضًا زيادة مقياس الطاقة الذي يمكن للاعب تخزينه بمقدار واحد مع كل خسارة جولة.  على سبيل المثال، في الجولة الأولى، يمكن للاعب تخزين ما يصل إلى ثلاثة أجهزة قياس للطاقة، بينما تسمح خسارة جولتين للاعب بتخزين ما يصل إلى خمسة. أثناء تنشيط الحد الأقصى، تزداد القوة الهجومية والدفاعية للاعب لفترة قصيرة ويمكنه إلغاء أي هجوم إلى آخر.  في هذه الحالة، يمكن استخدام الحركة الخاصة الفائقة دون استهلاك مخزون مقياس الطاقة.  هناك أيضًا حركة (Max Super Special Moves)، وهي حركات خارقة لا يمكن إجراؤها إلا أثناء تنشيط أقصى مخزون واحد من مقياس الطاقة، وحركات (MAX2) التي تتطلب مخزونين بينما تكون الصحة منخفضة.
```